# Anne Jardin
Anne Elizabeth Jardin także Anne Alexander (ur. 26 lipca 1959 w Montrealu) – kanadyjska pływaczka, dwukrotna brązowa medalistka olimpijska z Montrealu.
Zawody w 1976 były jej jedynymi igrzyskami olimpijskimi. Zdobyła brąz w sztafetach 4 × 100 metrów stylem dowolnym i zmiennym. Wywalczyła złoty medal Igrzysk Brytyjskiej Wspólnoty Narodów w 1974 w sztafecie stylem dowolnym. Była trzykrotną medalistką igrzysk panamerykańskich w 1975 oraz cztery lata później. W 1975 zdobyła srebro w sztafecie 4 × 100 metrów stylem dowolnym oraz brąz na 200 metrów stylem dowolnym. W 1979 zdobyła srebro w sztafecie 4 × 100 metrów stylem dowolnym.